# Last Grimm Standing
Last Grimm Standing (conocido como El último Grimm en Pie en América Latina) es el décimo segundo episodio de la primera temporada de la serie de televisión estadounidense de drama/policial/fantasía Oscura: Grimm. El episodio fue escrito por Cameron Litvack en conjunto con Thania St. John, y la dirección estuvo a cargo de Michael Watkis. El episodio se estrenó originalmente el 24 de febrero del año 2012 por la cadena de televisión NBC. En América Latina el episodio debutó el 26 de marzo del mismo año por el canal Unniversal Channel.
En este episodio Nick y Hank se topan con una especie de club de peleas ilegal que usa armas medievales y sigue reglas parecidas a las de un torneo romano: una pelea a muerte; de manera que si lo que quieren es evitar más muertes de personas inocentes, los dos deberán averiguar al responsable. Mientras en otra parte Renard interviene en el caso para imponer su autoridad. 

## Argumento
En las afueras de una cabaña situada en el bosque, una pareja de ancianos son asesinados brutalmente por una especie de wesen lagarto, quien eventualmente es localizado por un grupo de personas a caballo, los cuales inmediatamente lo atrapan y se le llevan en contra de su voluntad. Al día siguiente Nick y Hank son llamados para investigar la escena, los detectives logran deducir la presencia de caballos en la escena del crimén y de alguien que fue arrastrado por el suelo contra su voluntad. En ese momento Nick recibe una llamada de Juliette quien le pregunta que quiere de cenar para su cena de aniversario, aunque Nick apacigua a su novia con darle una cena sencilla, la veterinaria eventualmente termina descubriendo el anillo de compromiso que su novio le había comprado en secreto. 
Luego de que la evidencia en la escena del crimen señala a un hombre llamado Dimitri Skontos como el principal sospechoso. Nick y Hank se dirigen a buscar al hombre a su lugar de trabajo, donde su jefe Leo Taymor afirma no haberlo visto. El siguiente lugar donde los detectives buscan al sospechoso es un gimnasio que el mismo frecuentaba. Allí los dos interrogan a Bryan Cooney, un compañero de Dimitri y un Dickfelling, quien afirma haberlo visto por última vez cuando se fue a trotar al bosque. Nick y Hank notan que el gimnasio no está lejos de la casa de las víctimas y proceden a retirarse. Desafortunadamente para cuando Bryan sale a trotar al bosque, este termina siendo atrapado por los mismos hombres a caballo que atraparon a Dimitri, y poco después es obligado a pelear contra él primero en una especie de club de pelea que usa armas medievales y sigue las reglas básicas de un torneo romano: una pelea a muerte. Bryan termina siendo asesinado de manera brutal por Dimitri.
Poco después Nick y Hank reciben una llamada de Franco, un policía que los guía hasta un lugar abandonado, mismo donde recibe el ataque de un desconocido y donde eventualmente se encuentran con el auto de Dimitri y unas misteriosas marcas en el suelo manchadas con mucha sangre, que según los resultados del ADN, corresponde al sospechoso. El capitán Renard traduce las escrituras como una regla que obliga a los partícipes a una pelea a muerte. Más tarde, a espaldas de sus subordinados, el capitán Renard rastrea a Leo Taymor, el director de las pelas, quien reconoce al primero como un "su alteza" y no se muestra intimidado ante las amenazas de muerte del policía por haber quebrantado sus reglas de solo usar a drogadictos sin familia para participar en la sangrienta competencia.
Nick finalmente recluta a Monroe para que lo ayude a rastrear a Dimitri. El blutbad se las arregla para conseguir la dirección del lugar donde será la otra pelea, y se dirige ahí para ayudar en lo que pueda al Grimm. Pero las cosas se complican cuando los organizadores ponen su interés en el Blutbad y lo secuestran para obligarlo a pelar con Dimitri en la siguiente pelea. Tras enterarse de que Monroe está en peligro, Nick se las arregla para detener la pelea de Monroe y Dimitri, pero al verse rodeado de varios Wesen, Nick se ve en la obligación de unirse a la pelea para ganar el tiempo suficiente para que Hank y los refuerzos los rescaten a los dos. Aunque Nick y Monroe consiguen salvarse junto a Dimitri de morir peleando, Leo consigue escapar del lugar antes de ser atrapado. Nick decide llamar a Juliette para disculparse con la misma por retrasar su cena de aniversario, mientras la última mira con tristeza y cierta decepción el anillo de compromiso.
En otra parte de la ciudad, Renard se ve con un sacerdote y lo convence de dejarlo usar "su rabia". Más tarde el capitán Renard visita a Leo en su guarida y deja que el sacerdote lo mate de manera brutal.

## Elenco
- David Giuntoli como Nick Burkhardt.
- Russell Hornsby como Hank Griffin.
- Bitsie Tulloch como Juliette Silverton.
- Silas Weir Mitchell como Monroe.
- Sasha Roiz como el capitán Renard.

## Producción
El actor Reggie Lee no apareció por segunda vez consecutiva. 
El argumento del episodio y la frase al inicio del mismo fue inspirado por el cuento el esclavo y el león, un relato que no fue escrito por los hermanos Grimm.  
Durante una entrevista los creadores de la serie comentaron lo siguiente del episodio: 

Fue una monstruosa filmación
Jim Kouf

En la misma entrevista, David Greenwalt, agregó: 

Fue una monstruosa redacción también. Es un gran episodio de peleas y gladiadores, y nuestro mejor equipo de Portland, Oregon dieron lo mejor de si para este
David Greenwalt

### Continuidad
- Nick pone aprueba a su Grimm interior en la arena.
- Renard es identificado como una figura de la realeza por otros wesen.
- Juliette descubre el anillo que Nick le compró cuando sus poderes comenzaron a manifestarse por primera vez.

## Recepción

### Audiencia
En su semana de estreno en los Estados Unidos, Last Grimm Standing fue recibido con un total de 4.790.000 de espectadores.

### Crítica
Kevin McFarland de AV Club le dio al episodio una B- en una categoría de la A a la F. Comentando: "Si disfrute bastante de algunas partes de Last Grimm Standing. El tono del show, con sus efectos digitales únicos, y su afinidad por la violencia, lo hacen lo suficientemente oscuro como para mantenerme interesado. Y cada lección Wesen de Monroe es una trampa. Aun así este fue débil, con una larga distancia de la calidad de su estreno y positivas renovaciones.